# Club de football Rapide d'Ottawa
Le CF Rapide d'Ottawa (en anglais : Ottawa Rapid FC), est une franchise féminine de soccer canadienne basée à Ottawa et évoluant en Super Ligue du Nord.

## Histoire
En mai 2024, Ottawa fait partie d'une des dernières franchises à rejoindre le nouveau championnat canadien professionnel féminin de soccer, la Super ligue du nord.
En août 2024, le club dévoile son nom et son identité visuelle. En octobre, l'ancienne internationale danoise Katrine Pedersen est nommée entraîneure.
Le Rapide recrute l'internationale canadienne Desiree Scott.